# Enea (Santiago de Chile)
Enea es un barrio ubicado en la comuna de Pudahuel, de la ciudad de Santiago de Chile, en la Región Metropolitana de Santiago, Chile. Se encuentra adyacente al Aeropuerto Internacional Arturo Merino Benítez, y la intersección de Ruta 68 y Avenida Américo Vespucio Poniente.

## Historia
Antiguamente, las tierras donde se encuentra Enea, fueron denominadas Lo Prado Bajo, las cuales contaban con la presencia de un tranque que fue vaciado a principios del siglo XXI.Las tierras fueron compradas por el grupo Endesa y la Familia Guzmán Nieto, quienes las destinaron a la creación de un polo empresarial.

## Desarrollo
El desarrollo del sector en la urbanización de la zona se divide en 7 etapas de construcción

### Proyectos Habitacionales
La parte residencial de Enea se ubica entre las calles "Rio Itata" por el norte, "Avenida San Pablo" por el sur, "El Tranque" por el este y "Salar de Surire" por el oeste. Se expande con servicios como el Colegio San Luis Beltrán, y un servicio de salud de la Asociación Chilena de Seguridad.

### Etapa I
Corresponde a la zona comprendida entre las calles Río Palena y Río Viejo por el norte, Río Clarillo por el sur, Avenida José Manuel Guzmán Riesco por el este y Avenida Américo Vespucio Poniente por el oeste. En este sector se ubican empresas como la Hotelera Diego de Almagro, FedEx, Teka, TurisTour, Cosmoplas, GestiRiego y Miguelez.

### Etapa II
Ubicada al sur de la Fase I, entre las calles Río Clarillo por el norte, Avenida San Pablo por el sur, Salar de Surire por el este y Avenida Americo Vespucio Poniente al oeste. En el sector se emprende un conjunto residecial llamado "Lomas de Manutara" junto al Parque "Jardines de Vespucio".

### Etapa III
Dentro de Enea, es la parte que se emprende entre calle El Arrayán y el Enlace Enea por el norte, la Ruta 68 por el sur, Avenida Américo Vespucio por el este y Avenida Boulevard por el oeste. Esta zona que aún permanece en etapa de construcción proyecta un Mall perteneciente a Cencosud y la expansión del Parque Los Maitenes.

### Etapa Enea Poniente
Esta zona se expande entre las calles Costanera Norte, Ruta 68 por el sur, Avenida Boulevard por el este y el Río Mapocho por el oeste. En esta zona se ubica el "Club de Golf Mapocho" cual es la primera cancha pública de golf en Chile.

### Etapa IV
Es aquella zona comprendida entre las calles Costanera Norte por el norte, el sur con calle El Arrayán, al este con la Avenida Américo Vespucio y al oeste con la Avenida del Boulevard y el acceso al Aeropuerto.

### Etapa V
Esta etapa es aquella que se ubica al sur de Enea y limita por el norte con la Ruta 68 y por el sur con el antiguo camino de la Avenida San Pablo. Aquí se ubica el Parque Cementerio Canaán.

### Etapa hacia Cerro Navia
Existen terrenos al poniente de Cerro Navia, precisamente al final de Avenida Mapocho donde se están construyendo nuevas viviendas, villas y condominios. Se tiene contemplado que el Parque de Negocios Enea se prolongue hacia Cerro Navia y se saque partido de la conectividad con Avenida Américo Vespucio, Avenida José Joaquín Pérez y Costanera Sur. Además del nuevo Hospital Clínico Félix Bulnes, el Parque Intercomunal La Hondonada y la futura Línea 7 del Metro de Santiago.
El Parque de Negocios Enea se está prolongando hacia Cerro Navia, como el nuevo Parque Industrial Cerro Navia Verde (Costanera Sur). En 35 Hectáreas se construirán Bodegas, Hoteles e Industrias. Con un costo inicial de 5 mil millones de pesos. Incluirá un Puente que unirá la comuna con Pudahuel. Tendrá conectividad con Avenida Américo Vespucio, Avenida José Joaquín Pérez y Costanera Sur.